# Dmitri Rudolfowitsch Filippow
Dmitri Rudolfowitsch Filippow (russisch Дмитрий Рудольфович Филиппов, * 19. Mai 1969 in Krasnodar, Sowjetunion) ist ein russischer Handballtrainer und ehemaliger Handballspieler, der zumeist auf Rückraum Mitte und Linksaußen eingesetzt wurde.

## Karriere

### Als Spieler
Der 1,87 m große und 82 kg schwere Rechtshänder begann seine Profikarriere in seiner Heimatstadt bei SKIF Krasnodar. Mit diesem Verein gewann er 1991 und 1992 die sowjetische Meisterschaft sowie 1992 zusätzlich den Pokal. Im EHF-Pokal 1989/90 besiegte er im Finale Proleter Zrenjanin. Nach einer Station beim isländischen Verein UMF Stjarnan wechselte er 1996 in die deutsche Handball-Bundesliga zum Aufsteiger LTV Wuppertal. Er wurde für das HBL All-Star Game 2000 und 2001 nominiert und erzielte drei bzw. fünf Tore. In der Saison 2000/01 wurde er mit 240 Treffern in 38 Spielen viertbester Torschütze der Liga, konnte den Abstieg aber dennoch nicht verhindern. Daraufhin schloss er sich dem Zweitligisten HC Empor Rostock an. Im November 2002 wechselte er zum SV Anhalt Bernburg und blieb den Anhaltern bis 2007 treu.

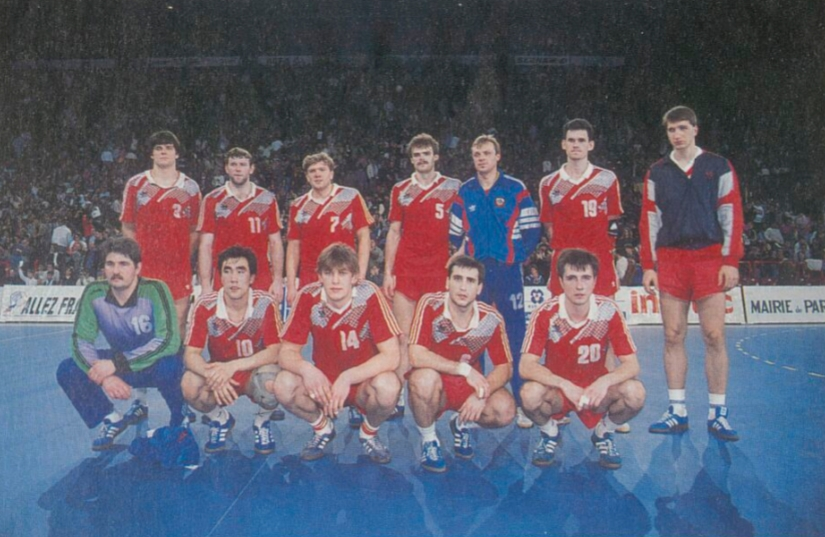
Die Auswahl der GUS beim Tournoi de Bercy 1992: Dmitri Kudinow, Michael Jakimowitsch, Serhij Bebeschko, Andrei Minevski, Alexander Minevski, Igor Wassiljew, Gennadij Chalepo (h.v.l.), Igor Tschumak, Talant Dujshebaev, Oleg Grebnew, Jurij Hawrylow, Dmitri Filippow (v.v.l.).

Mit der Russischen Nationalmannschaft wurde er bei der Weltmeisterschaft 1993 Weltmeister. 1994 wurde er Vizeeuropameister hinter Schweden. Bei der Weltmeisterschaft 1995 wurde er mit 69 Toren zweitbester Turniertorschütze, belegte mit seiner Mannschaft aber nur einen enttäuschenden fünften Rang. Bei den Olympischen Spielen 1996 wurde er Fünfter. Im gleichen Jahr wurde er Europameister. Nachdem er 1997 nicht für die WM und 1998 nicht für die EM nominiert worden war, kehrte er bei der Weltmeisterschaft 1999 zurück, unterlag aber im Finale den großen Rivalen des Jahrzehnts aus Schweden. Auch bei der Europameisterschaft 2000 musste er sich mit Silber hinter den Skandinaviern begnügen. Bei den Olympischen Spielen 2000 gelang ihm im Endspiel die Revanche und er gewann seine zweite Goldmedaille. Für den Olympiasieg 1992 erhielt er die Auszeichnung Verdienter Meister des Sports der UdSSR. Insgesamt bestritt er über 160 Länderspiele.

### Als Trainer
Von 2007 bis 2011 war Dmitri Filippow Spielertrainer beim Oberligisten HC Aschersleben, den er bis in die 2. Bundesliga führte. Nach dem Abstieg in die Regionalliga 2011 wurde er Trainer beim HV Wernigerode in der Sachsen-Anhalt-Liga. Im Sommer 2013 kehrte er erneut auf den Trainerposten des damaligen Drittligisten Aschersleben zurück.

## Sonstiges
Dmitri Filippow ist verheiratet und hat zwei Kinder. Er arbeitet als Sportlehrer an der Adam-Olearius-Schule in Aschersleben. Am 4. Februar 2014 trug er die olympische Fackel im Vorfeld der Olympischen Winterspiele 2014 durch seine Heimatstadt Krasnodar.